# Říčany (powiat Brno)
Říčany – gmina w Czechach, w powiecie Brno, w kraju południowomorawskim.
1 stycznia 2017 gminę zamieszkiwało 2036 osób, a ich średni wiek wynosił 40,8 roku.